# تپه کانی شفا ۱
تپه کانی شفا ۱ مربوط به کالکولتیک (مس‌سنگی) - هزاره اول (پیش از میلاد) است و در شهرستان تکاب، بخش مرکزی، دهستان ساروق، روستای چوبلو واقع شده است. این اثر در تاریخ ۳۰ دی ۱۳۸۵ با شمارهٔ ثبت ۱۶۸۰۶ به عنوان یکی از آثار ملی ایران به ثبت رسیده است.